# 레슬리 그로스만

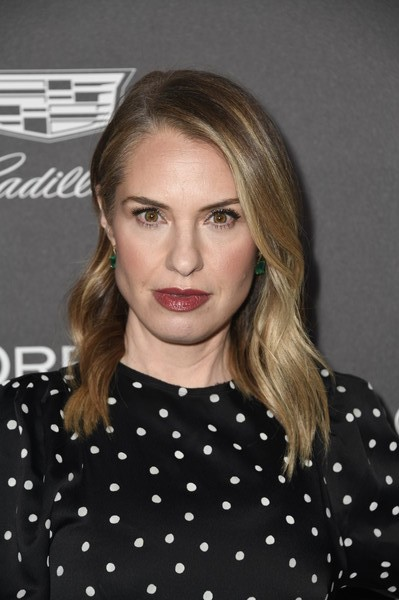

레슬리 그로스먼(Leslie Grossman, 1971년 10월 25일 ~ )은 미국의 배우이다.
로스앤젤레스에서 태어났다.

## 출연 작품

### 영화
- 섹스의 반대말 (1998)
- 더 이상 참을 수 없어 (1998)
- 미스 에이전트 2: 라스베가스 잠입사건 (2005)
- 러닝 위드 씨저스 (2006)
- What We Do Is Secret (2007)
- 이티비티티티 위원회 (2007, Itty Bitty Titty Committee)
- 스프링 브레이크다운 (2009, Spring Breakdown)
- Good Session (2015)
- 스튜디오 666 (2022)

### 텔레비전
- 닙턱 (2003-08)
- 아메리칸 호러 스토리: 컬트 (2017)
- 아메리칸 호러 스토리: 종말 (2018)
- 아메리칸 호러 스토리: 1984 (2019)
- 아메리칸 호러 스토리: 더블 피처 (2021)
- 아메리칸 호러 스토리: NYC (2022)
- 아메리칸 호러 스토리: 델리케이트 (2023)